# Luigi Melchiorre
Luigi Melchiorre (Valenza, 1859 – dopo il 1908) è stato uno scultore italiano.

## Biografia
Melchiorre studiò inizialmente all'Accademia Albertina di Torino, poi si recò a Firenze e infine a Roma per lavorare con Giacomo Ginotti. Tornò infine a risiedere a Torino.
Nel 1881 scolpì a Milano scolpì un monumento in gesso raffigurante il Genio di Colombo, un busto del re Umberto I e una statuetta intitolata Il micino. Nel 1883 espose a Roma La scritta nuziale e La moglie di Claudio. Nel 1884 espose a Torino una statuetta in marmo intitolata L'importuno e un busto raffigurante Maria Maddalena. Nel 1886 espose la Pietà e Vinsi. Nel 1887 a Torino Cleopatra e Luce ed Arte; alla Zootecnica del 1888, In Processione; nel 1889 Giuseppe Garibaldi e San Giovanni; nel 1890 La Cantoniera e Portatrice d'acqua; nel 1891 Lylium puritatis e nel 1892 Tibicino . Nel 1893 espose: Rosa Mistica, Battaglia di Dogali, un ritratto di Benvenuto Cellini, Moglie di Lot, Primavera della vita e La Musa di Verdi.
Realizzò numerosi monumenti, tra cui quello dedicato al Duca di Genova per la Venaria Reale, il Monumento a Garibaldi eretto a Valenza, il monumento funebre del Commendator Scavia a Castellazzo Bormida, quello del Signor Vaccari e dei Caduti in Africa ancora nel comune di Valenza. Le sue sculture dei Santi Alessandro, Carlo, Siro e Luigi decorano la facciata della chiesa dei Santi Alessandro e Carlo ad Alessandria. Continuò ad esporre fino al 1908.